# Charlie Biton
Charlie Biton (hebrejsky: צ'רלי ביטון, plným jménem Charlie Šalom Biton, צ'רלי-שלום ביטון, narozen 11. dubna 1947 – 24. února 2024) byl izraelský politik a bývalý poslanec Knesetu za strany Chadaš a Černí panteři.

## Biografie
Narodil se ve městě Casablanca v Maroku. V roce 1949 přesídlil do Izraele. Vystudoval základní školu a střední školu začleněnou do sítě World ORT.

## Politická dráha
V roce 1971 se stal jedním ze zakladatelů hnutí izraelských Černých panterů, které sdružovalo některé sefardské Izraelce nespokojené se situací této komunity v rámci izraelské společnosti.
V izraelském parlamentu zasedl poprvé po volbách v roce 1977, do nichž šel za stranu Chadaš. Stal se členem výboru pro ekonomické záležitosti, výboru pro imigraci a absorpci a výboru práce a sociálních věcí. Mandát poslance obhájil ve volbách v roce 1981, opět za Chadaš. Byl členem výboru pro ekonomické záležitosti a výboru práce a sociálních věcí. Opětovně byl na kandidátce Chadaš zvolen ve volbách v roce 1984. Usedl jako člen do výboru pro ekonomické záležitosti, výboru pro imigraci a absorpci a výboru práce a sociálních věcí.
Naposledy se do Knesetu dostal ve volbách v roce 1988, na kandidátní listině strany Chadaš. Stal se členem výboru pro ekonomické záležitosti, výboru pro drogové závislosti, výboru finančního a výboru práce a sociálních věcí. V průběhu volebního období opustil klub poslanců Chadaš a po jistou dobu vystupoval jako nezařazený poslanec, aby pak zřídil samostatnou frakci Černých panterů. Ve volbách v roce 1992 neúspěšně kandidoval za politickou stranu ha-Tikva, která získala jen 0,1 % hlasů.